# Zorzines coffeata
Zorzines coffeata là một loài bướm đêm trong họ Noctuidae.